# 謝爾比尼夫卡 (舊康斯坦丁諾夫區)
49°48′9″N 27°34′28″E / 49.80250°N 27.57444°E
塞爾比尼夫卡（烏克蘭語：Сербинівка）是位於烏克蘭西部的村莊，由赫梅利尼茨基州裡赫梅利尼茨基區的舊奧斯特羅皮利市鎮負責管轄。該村處於斯盧奇河畔，面積1.84平方公里，海拔高度263米，2001年人口777。